# 正孔

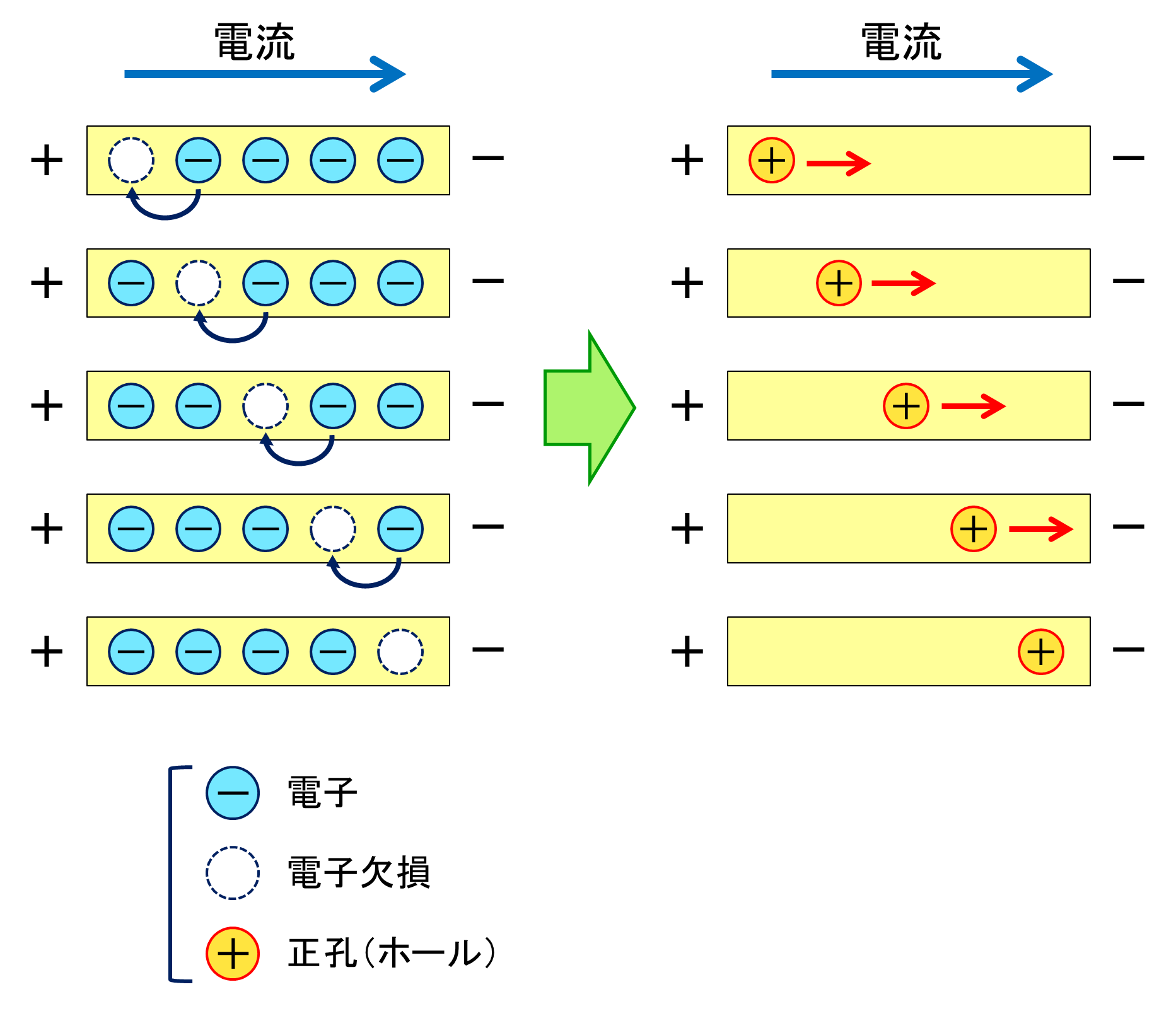
正孔伝導の模式図。ある系に電子欠損（電子が不足した状態）が存在するとき、その欠損に向かって隣の電子が次々と移動していく（図左）。
この電子欠損の場所のみに注目すると、相対的に、正の電荷を持った正孔（ホール）が移動しているように見える（図右）。
この正孔をキャリアとしてとらえた場合、正孔の流れる方向は電流と同じになる（電子の流れとは逆方向）。

正孔（せいこう）は別名をホール（Electron hole または単にhole）ともいい、
半導体において、真性半導体であれば電子で満たされているべき価電子帯の電子が不足した状態を表す。
この電子の不足の状態を存在するはずの電子が存在しないという意味で孔(hole)といい、
周辺の電荷分布から相対的に正の電荷を持っているように見えるため正孔という。

## 概説
正孔(hole)が生成する原因は光や熱などで価電子が伝導帯側に遷移することである。
半導体以外に絶縁体でも生成確率は小さいながら正孔(hole)は存在する。
半導体結晶中においては、周囲の価電子が次々と正孔に落ち込み別の場所に新たな正孔が生じる、という過程を順次繰り返すことで結晶内を動き回ることができ、あたかも「正の電荷をもった電子」のように振舞うとともに電気伝導性に寄与する。なお、周囲の価電子ではなく、伝導電子（自由電子）が正孔に落ち込む場合には、伝導電子と価電子の間のエネルギー準位の差に相当するエネルギーを熱や光として放出し、電流の担体（通常キャリアと呼ぶ）としての存在は消滅する。このことをキャリアの再結合と呼ぶ。
正孔は、伝導電子と同様に、電荷担体として振舞うことができる。正孔による電気伝導性をp型という。半導体にアクセプターをドーピングすると、価電子が熱エネルギーによってアクセプタ準位に遷移し、正孔の濃度が大きくなる。また伝導電子の濃度に対して正孔の濃度が優越する半導体をp型半導体と呼ぶ。
一般に正孔のドリフト移動度（あるいは単に移動度）は自由電子のそれより小さく、シリコン結晶中では電子のおよそ1/3になる。なお、これによって決まるドリフト速度は個々の電子や正孔の持つ速度ではなく、平均の速度であることに注意が必要である。
価電子帯の頂上ではE-k空間上で形状の異なる複数のバンドが縮退しており、それに対応して正孔のバンドも有効質量の異なる重い正孔(heavy hole)と軽い正孔(light hole)のバンドに分かれる。またシリコンなどスピン軌道相互作用が小さい元素においてはスピン軌道スプリットオフバンド（スピン分裂バンド）もエネルギー的に近く（Δ=44meV）、独立に議論するのがその分難しくなる。移動度を特に重視する用途の半導体素子においては、結晶に歪みを導入することで、価電子帯頂上の縮退を解くと共に、量子準位を入れ換えて軽い正孔を主に用い、フォノン散乱やキャリアの実効有効質量の削減を図ることがある。
なお、正孔の意味で言う「ホール」とは「穴(hole)」の意味であり、ホール効果(Hall effect)の「ホール」（人名に由来）とは異なる。

## 参考書籍
- 西澤潤一・御子柴宣夫「半導体の物理 改訂版」（培風館、1991年） ISBN 4-563-03299-9